# Didierea madagascariensis
Didierea madagascariensis es una especie de planta con flores perteneciente al género Didierea, dentro de la familia Didiereaceae. En Madagascar, en el dialecto malgache se la conoce comúnmente como sohongy, sony o soribarika. Sohongy y sony provienen de la palabra dialectal "tanos" y "songo" que significa "mechón de pelo" o "cresta o peine de gallo" posiblemente refiriéndose a sus ramas que se extienden hacia arriba.

## Descripción

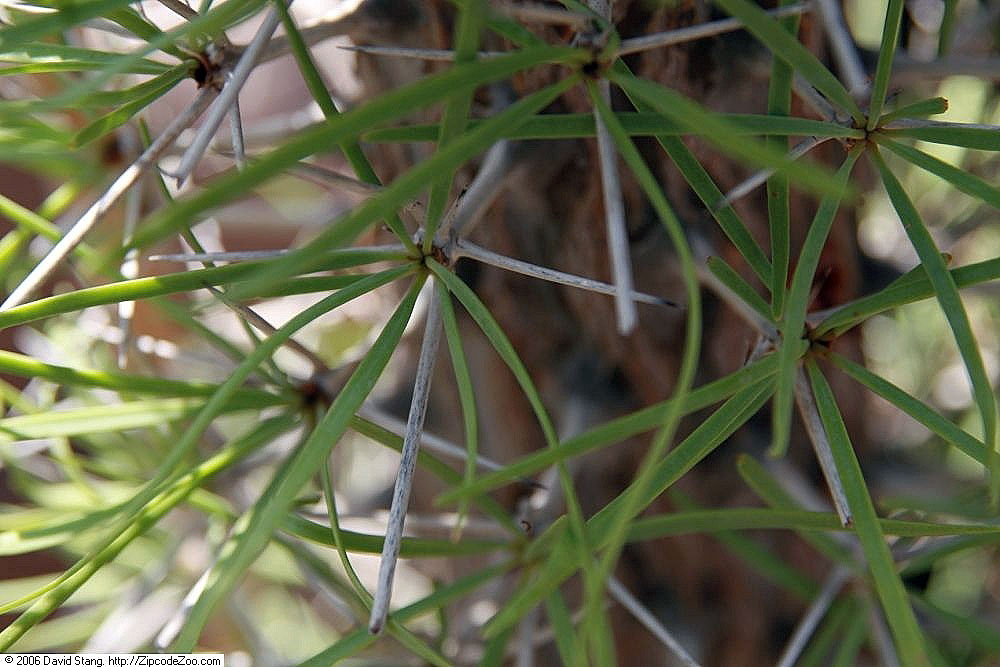
Espinas

Didierea madagascariensis se trata de un arbusto leñoso semisuculento que va desde el tamaño de un arbusto hasta un árbol pequeño. Es densamente espinoso y puede crecer hasta 10 metros de altura, con un diámetro de tronco de hasta 50 cm. Las espinas son fuertes y radiantes, y están dispuestas en verticilos, en su mayoría de cuatro. De estas 4 espinas, la más baja mide entre 4 a 10 centímetros y las dos laterales son mucho más cortas.

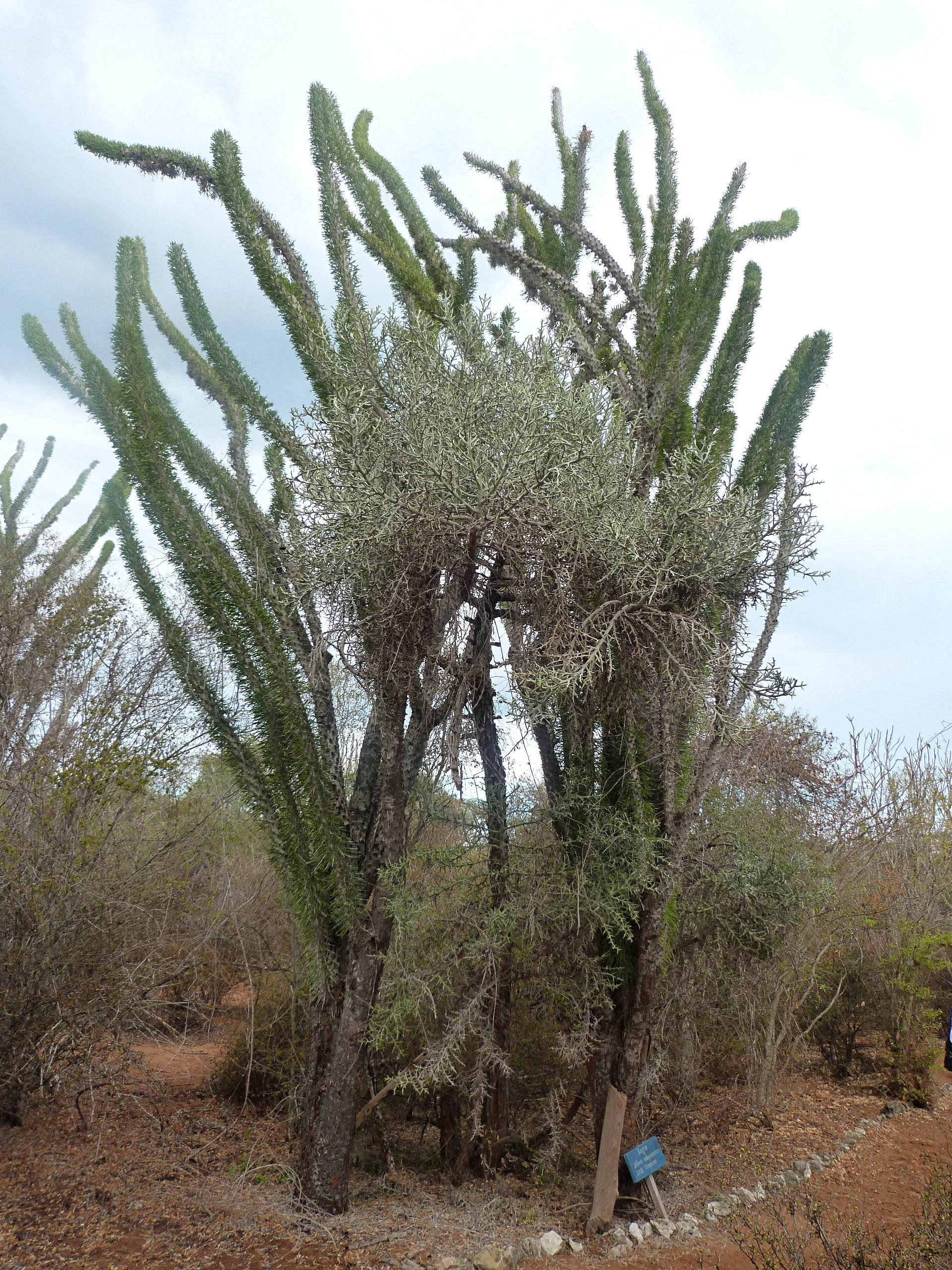
Planta en su hábitat

Las hojas son pequeñas, de color gris verdoso y están dispuestas en rosetas. Miden entre 7 - 15 cm de largo y entre 0,5 - 1 cm de ancho. Las flores son muy abundantes y cubren completamente las partes superiores del brote. Su color varía de amarillento pálido a rojo verdoso y los frutos miden entre 3 y 5 mm.

## Distribución y hábitat
El área de distribución nativa de esta especie es el suroeste de Madagascar y crece principalmente en el bioma desértico o de matorral seco, en suelos rojos, arenosos y sin cal.

## Taxonomía
Didierea madagascariensis fue descrita por el botánico francés Henri Ernest Baillon y publicada por primera vez en la revista científica Bulletin Mensuel de la Société Linnéenne de Paris 1: 258 en 1880.

Etimología
- Didierea: nombre genérico otorgado en honor al naturalista y explorador Alfred Didié, quien realizó investigaciones en Madagascar y contribuyó al estudio de la flora de la isla. La terminación "-ea" es común en la nomenclatura botánica y se utiliza para formar nombres de géneros, siguiendo las reglas del sistema de nomenclatura internacional.
- madagascariensis: epíteto geográfico que deriva de Madagascar, lugar donde se encuentra o se ha descrito este organismo. El sufijo "-ensis" es un sufijo de origen latino que se utiliza para indicar procedencia o ubicación.[3]

## Ecología
Esta planta es un ejemplo de evolución convergente. De hecho, tanto los cactus del Nuevo Mundo, las Euphorbias africanas, como Didierea madagascariensis de Madagascar parecen similares en apariencia, ya que son suculentos, espinosos, almacenan agua y están adaptados a las condiciones del desierto. Sin embargo, se clasifican en familias separadas y distintas, que comparten características que han evolucionado de forma independiente.

## Estado de conservación
En la Lista Roja de Especies Amenazadas de la UICN, la especie está clasificada como de “Preocupación Menor (LC)”.

## Usos

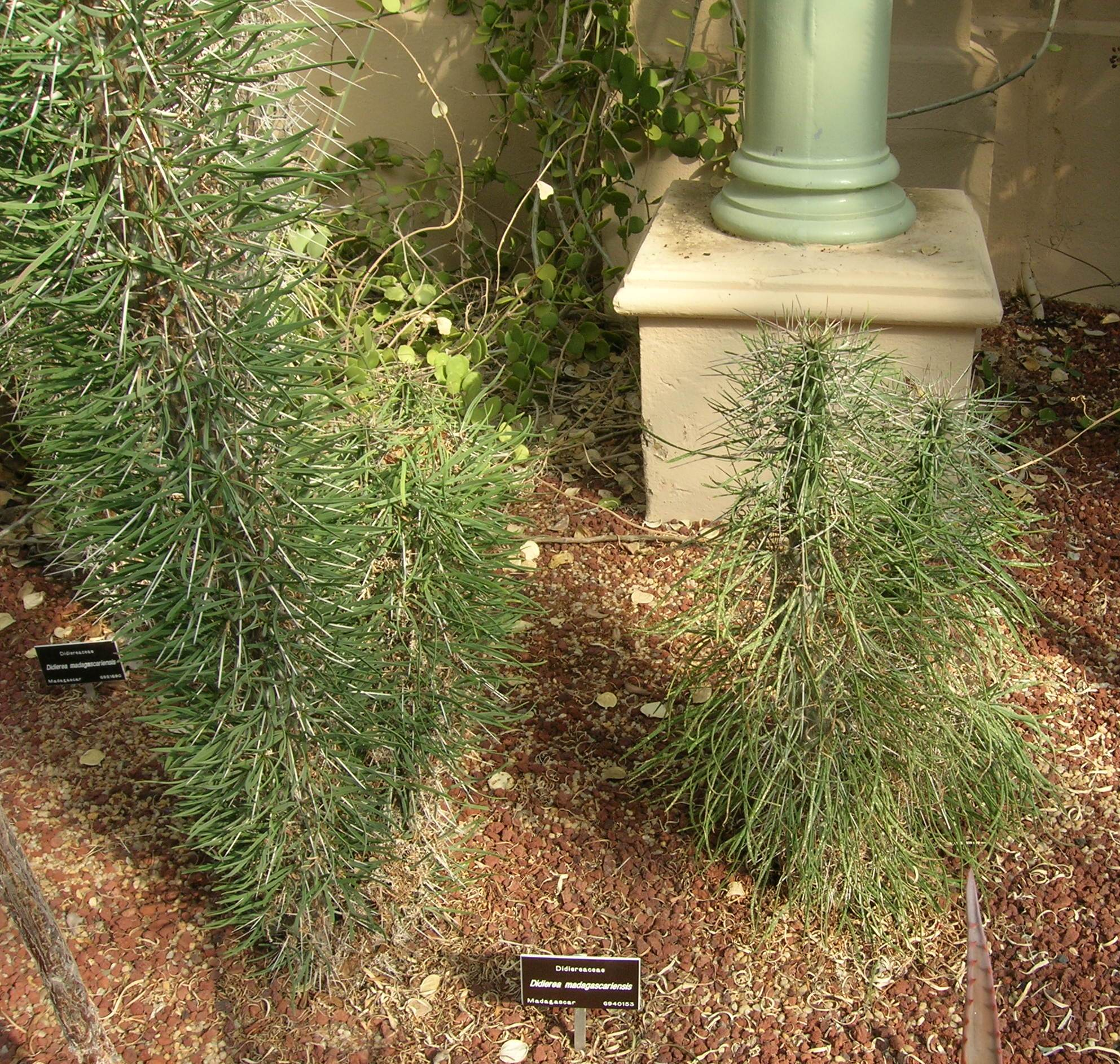
Planta en jardinería

Didierea madagascariensis se cultiva principalmente como planta ornamental. Puede reproducirse tanto por semillas como por injerto en Alluaudia procera. Además, las plántulas se parecen a las plántulas de pino (tallo pequeño compuesto por un manojo de hojas).